# Economia do Egito
A economia do Egito tinha em 2012 um PIB de mais quinhentos bilhões de dólares, segundo o método PPC. O Egito passou de uma economia não capitalista para uma situação em que tem quatro principais fontes econômicas, em primeiro lugar vem o turismo, que tem como atrações as pirâmides, e o litoral do Mar Mediterrâneo. Em segundo lugar vem a extração e a exportação de petróleo, que gera emprego e lucros para o governo. Em seguida vem os impostos e as taxas alfandegárias que são cobradas sobre os navios que passam pelo canal de Suez, e em último vem as ajudas que são arremetidas por egípcios que vão para outros países e mandam dinheiro para suas famílias.

## Comércio exterior
Em 2020, o país foi o 63º maior exportador do mundo (US $ 30,6 bilhões, 0,2% do total mundial). Na soma de bens e serviços exportados, chega a US $ 53,5 bilhões, ficando em 53º lugar mundial. Já nas importações, em 2019, foi o 41º maior importador do mundo: US $ 78,6 bilhões.

## Setor primário

### Agricultura
O Egito é um dos 20 maiores produtores mundiais de vários produtos agriculturais. Produziu, em 2019:
- 16,0 milhões de toneladas de cana-de-açúcar (15º maior produtor do mundo);
- 10,5 milhões de toneladas de beterraba, que serve para produzir açúcar e etanol (8º maior produtor do mundo);
- 9,0 milhões de toneladas de trigo (18º maior produtor do mundo);
- 7,4 milhões de toneladas de milho (18º maior produtor do mundo);
- 6,7 milhões de toneladas de tomate (5º maior produtor do mundo);
- 6,6 milhões de toneladas de arroz (15º maior produtor do mundo);
- 5 milhões de toneladas de batata (16º maior produtor do mundo);
- 3,1 milhões de toneladas de laranja (7º maior produtor do mundo);
- 3 milhões de toneladas de cebola (4º maior produtor do mundo);
- 1,6 milhão de toneladas de uva (12º maior produtor do mundo);
- 1,6 milhão de toneladas de tâmara (maior produtor do mundo);
- 1,5 milhão de toneladas de melancia (9º maior produtor do mundo);
- 1,4 milhão de toneladas de manga (incluindo mangostim e goiaba) (10º maior produtor do mundo);
- 1,3 milhão de toneladas de banana;
- 1,1 milhão de toneladas de tangerina (5º maior produtor do mundo);
- 1,1 milhão de toneladas de beringela (3º maior produtor do mundo);
- 1 milhão de toneladas de azeitona (8º maior produtor do mundo);
- 792 mil toneladas de sorgo;
- 764 mil toneladas de pimenta;
- 742 mil toneladas de melão (6º maior produtor do mundo);
- 726 mil toneladas de maçã (19º maior produtor do mundo);
- 460 mil toneladas de morango (5º maior produtor do mundo);
- 358 mil toneladas de pêssego (8º maior produtor do mundo);
- 337 mil toneladas de limão;
- 296 mil toneladas de alcachofra (2º maior produtor do mundo);
- 225 mil toneladas de figo (2º maior produtor do mundo);

Além de outras produções de outros produtos agrícolas.

### Pecuária
Na pecuária, o Egito produziu, em 2019: 1,3 milhão de toneladas de carne de frango, 381 mil toneladas de carne bovina, 365 mil toneladas de carne de búfalo, 64 mil toneladas de carne de pato, 58 mil toneladas de carne de cordeiro, 44 mil toneladas de carne de coelho, 26 mil toneladas de carne de cabra, 18 mil toneladas de carne de peru, 2,4 bilhões de litros de leite de vaca, 2,1 bilhões de litros de leite de búfala, 92 milhões de litros de leite de ovelha entre outros.

## Setor secundário

### Indústria
O Banco Mundial lista os principais países produtores a cada ano, com base no valor total da produção. Pela lista de 2019, o Egito tinha a 36ª indústria mais valiosa do mundo (US $ 48,2 bilhões).
Em 2019, o Egito era o 44ª maior produtor de veículos do mundo (18,5 mil) e o 22ª maior produtor de aço (7,3 milhões de toneladas). O país foi o 10º maior produtor mundial de azeite de oliva em 2018.

### Energia
Nas energias não-renováveis, em 2020, o país era o 24º maior produtor de petróleo do mundo, 586,7 mil barris/dia. Em 2019, o país consumia 743 mil barris/dia (26º maior consumidor do mundo). O país foi o 49º maior importador de petróleo do mundo em 2013 (80 mil barris/dia). Em 2017, o Egito era o 55º maior produtor mundial de gás natural, 3,6 bilhões de m³ ao ano. Em 2019 era o 28º maior exportador mundial de gás (3,5 bilhões de m³ ao ano) O país não produz carvão.
Nas energias renováveis, em 2020, o Egito era o 35º maior produtor de energia eólica do mundo, com 1,3 GW de potência instalada, e o 31º maior produtor de energia solar do mundo, com 1,6 GW de potência instalada.

### Mineração
Em 2019, o país era o 7º maior produtor mundial de fosfato.

## Setor terciário

### Turismo
Em 2018, o Egito era o 34º país mais visitado do mundo, com 11,3 milhões de turistas internacionais. As receitas do turismo, neste ano, foram de US $ 11,6 bilhões.